# Maxime Verhagen
Maxime Jacques Marcel Verhagen (Maastricht, 14 september 1956) is een Nederlands voormalig politicus en bestuurder. Hij was van 22 februari 2007 tot 14 oktober 2010 minister van Buitenlandse Zaken namens het CDA in het kabinet-Balkenende IV en van 14 oktober 2010 tot 5 november 2012 minister van Economische Zaken, Landbouw en Innovatie en tevens vicepremier in het kabinet-Rutte I.

## Biografie

### Jeugd en studie
Maxime Verhagen is de zoon van Pierre Verhagen (1921–2013) en Yvonne Slenter (1927–2013). Hij groeide op in een katholiek gezin in Limburg met twee oudere broers. Zijn broer Jérôme was directeur bij het Limburgs Instituut voor Ontwikkeling en Financiering (LIOF). Zijn vader was wethouder in Maastricht en gedeputeerde van de provincie Limburg. Zijn opa was wethouder in Sittard.
Verhagen volgde het atheneum op het Henric van Veldekecollege in Maastricht en studeerde vervolgens elf jaar lang contemporaine geschiedenis aan de Universiteit Leiden (doctoraalexamen 1986). Tijdens zijn studie werd hij medewerker van Tweede Kamerlid Piet van der Sanden van het CDA en gemeenteraadslid in Oegstgeest. Hij roeide bij KSRV Njord en was hij lid van LSV Minerva.

### Europees parlement en Tweede Kamer
Van 1989 tot 1994 was hij lid van het Europees Parlement. Hij stond op plek 10 van de kieslijst in 1989 en kon de zetel (onverwacht) innemen dankzij een behoorlijke kiezerswinst ten nadele van de VVD. Verhagen zegt dankzij Norbert Schmelzer, een inspiratiebron voor Verhagen, daar terecht te zijn gekomen. Hij zou hem als kandidaat hebben gekozen. In het Europees parlement maakte hij zich onder andere tevergeefs hard om de in 1795 door het Franse leger uit zijn geboorteplaats Sint Pieter (Maastricht) gestolen Mosasaurus terug te krijgen.
Op 17 mei 1994 werd hij Tweede Kamerlid en vanaf 11 juli 2002 was hij CDA-fractievoorzitter, met een korte onderbreking in 2003 toen hij lid was van het onderhandelingsteam voor het kabinet-Balkenende II. Na de Tweede Kamerverkiezingen 2006 droeg hij het fractievoorzitterschap over aan Jan Peter Balkenende.

### Minister van Buitenlandse Zaken

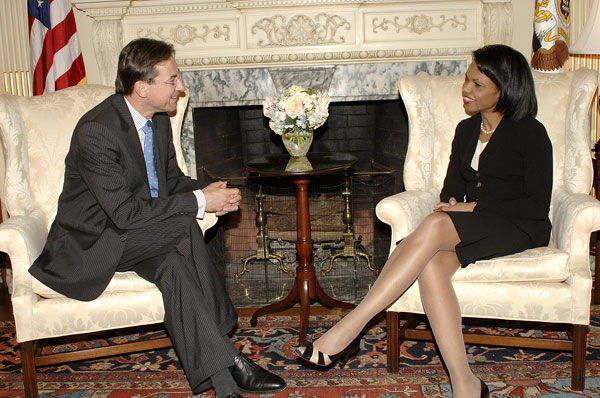
Maxime Verhagen met Condoleezza Rice

Tijdens de kabinetsformatie in 2006 en 2007 was Verhagen wederom secondant van Jan Peter Balkenende. Hij was vanaf 3 januari 2007 aanwezig bij de 'geheime' besprekingen op het landgoed Lauswolt in Beetsterzwaag.
In het kabinet-Balkenende IV volgde hij zijn partijgenoot Ben Bot op als minister van Buitenlandse Zaken. Zijn opvolger als fractievoorzitter van het CDA werd Pieter van Geel. Na het ontslag van de PvdA-bewindslieden op 23 februari 2010 uit het kabinet-Balkenende IV, beheerde Verhagen tevens Europese Zaken en het terrein dat tot dan toe door de minister voor Ontwikkelingssamenwerking werd beheerd. Na de beëdiging van de nieuwe Tweede Kamer op 17 juni 2010, werd Maxime Verhagen wederom fractievoorzitter van het CDA. Op 14 oktober 2010 verliet Verhagen de Kamer om vicepremier en minister te worden in het kabinet-Rutte I.
Tijdens zijn ministerschap heeft Verhagen de Algemene Inlichtingen- en Veiligheidsdienst ertoe willen aanzetten na te gaan op welk moment Geert Wilders zijn film Fitna wilde uitbrengen.

### Minderheidskabinet met de PVV, vicepremier en minister van Economische Zaken, Landbouw en Innovatie

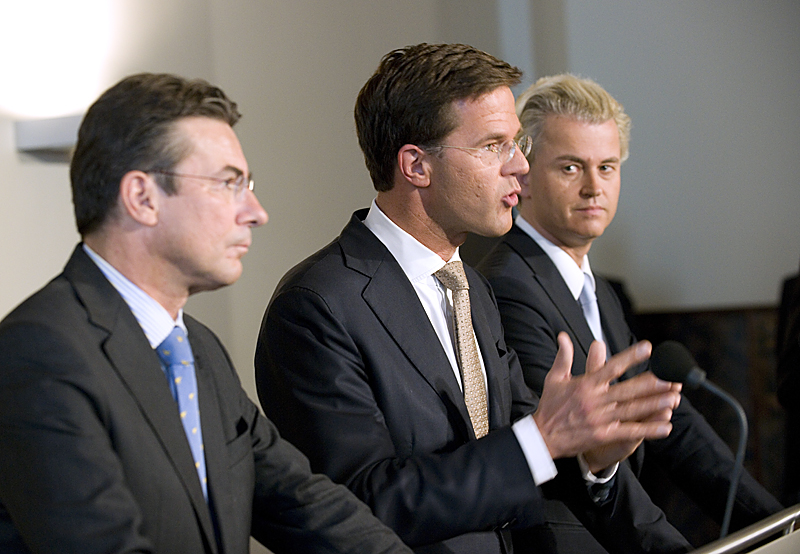
Verhagen, Rutte en Wilders presenteren het regeer- en gedoogakkoord.

Verhagen speelde een grote rol in de kabinetsformatie van 2010. Verhagen was fractievoorzitter geworden nadat Balkenende opgestapt was vanwege een halvering bij de Tweede Kamerverkiezingen 2010. Verhagen wilde eerst dat de VVD en de PVV er onderling uitkwamen, waarna hij zou aanschuiven. Hij noemde de verschillen tussen VVD en PVV te groot. Rutte (VVD) en Wilders (PVV) wilden niet aan deze voorwaarden voldoen, waarna informateur Uri Rosenthal de conclusie trok dat een centrumrechts kabinet bestaande uit deze partijen niet mogelijk was. 
Op 21 juli 2010 kreeg Ruud Lubbers als nieuwe informateur de opdracht om op zoek te gaan naar "alle reële meerderheidsvarianten" en zond de drie fracties 22 juli 2010 een brief waarin hij hun vroeg informeel te gaan praten over een werkbare "politieke samenwerking". De heren kwamen tot de conclusie om een minderheidskabinet te vormen (VVD en CDA met gedoogsteun van de PVV). Deze optie werd uiteindelijk onder leiding van de nieuwe informateur Ivo Opstelten uitgewerkt. Ab Klink was eerst zijn medeonderhandelaar, maar werd later vervangen door Ank Bijleveld.
Nadat binnen het CDA onder anderen Ruud Lubbers en voormalig minister van landbouw Cees Veerman al bezwaar hadden gemaakt tegen samenwerking met de PVV, kwam het op 31 augustus 2010 tot een openlijke botsing tussen Verhagen en Klink en enkele fractiegenoten. Klink besloot vervolgens de politiek te verlaten. Op het roemruchte partijcongres van 2 oktober 2010 hield Verhagen een emotioneel betoog, waarin zijn uitspraak "Ik houd van deze partij. Ik geloof in deze partij!" een staande ovatie uitlokte. Het congres stemde uiteindelijk in met de samenwerking met de PVV. Later zou Verhagen (ook) spijt krijgen van de samenwerking. In 2020 zei hij in een interview met het tijdschrift Christendemocratische Verkenningen (tijdschrift wetenschappelijk bureau CDA) dat hij niet aan de gedoogcoalitie met de PVV was begonnen als hij had geweten dat het als een gewone coalitie zou worden uitgelegd.
In oktober 2010 nam Verhagen in het kabinet-Rutte I plaats als vicepremier en minister van Economische Zaken, Landbouw en Innovatie. In deze functies was hij vanaf 23 april 2012 demissionair. Verhagen was de eerste vicepremier van CDA-huize.
Verhagen deelde tussen 2010 en 2012 het CDA-partijleiderschap met partijvoorzitter Ruth Peetoom en de fractievoorzitter in de Tweede Kamer Sybrand van Haersma Buma, waar de partij officieel geen politiek leider had. Hoewel Verhagen wel ambitie had om partijleider te worden en de Eerste Kamerfractie hem ook naar voren schoof, stelde hij zich uiteindelijk niet meer verkiesbaar voor de nieuwe Tweede Kamer en was dus ook niet beschikbaar voor het lijsttrekkerschap voor het CDA bij de Tweede Kamerverkiezingen 2012.

### Imagoprobleem
Bij de coalitieonderhandelingen voor het kabinet Balkenende IV, zei toenmalig PvdA-onderhandelaar Jacques Tichelaar over Verhagen: "Een rat, maar wel een betrouwbare rat." Dit imago van 'rat' bleef aan hem kleven. Temeer daar zijn manier van handelen ook vóór de onderhandelingen in 2006/2007 al niet altijd op waardering kon rekenen. Onder insiders bleek zijn imago overigens beduidend beter, zo bleek uit peilingen van Reporter en Binnenlands Bestuur.
In 2011 kwam televisieprogramma Een Vandaag met een peiling. Daaruit kwam Verhagen als meest onbetrouwbare politicus naar voren. Een peiling van NRC-handelsblad onder 750 actieve CDA'ers datzelfde jaar leverde op, dat slechts 3% Verhagen een geschikte partijleider vond.
Het gebrek aan vertrouwen onder de kiezers was voor Verhagen een van de redenen om in 2012 niet als lijsttrekker aan te treden. "Het is als vechten tegen een muur," zei hij daarover later in een interview in 2020.

## Na de politiek
Na het beëindigen van zijn politieke loopbaan heeft Maxime Verhagen vele functies gehad als belangenbehartiger, lobbyist of commissaris. Onder andere bij de VDL Groep uit Eindhoven en namens de provincie Limburg bij de Chemelot Campus (tegenwoordig Brightlands Chemelot Campus). Ook werd hij door de provincie Limburg benoemd tot 'ambassadeur voor het Limburgse bedrijfsleven'.
In 2020 kwam een einde aan dat ambassadeurschap na berichten in de media en kritiek van toenmalige minister van Binnenlandse Zaken Ollongren over buitensporige inhuur van vele ex-politici door de provincie Limburg. Verhagen voerde als ambassadeur van de provincie Limburg gesprekken met VDL. Dat, terwijl hij tegelijkertijd als adviseur bij VDL op de loonlijst stond.
Verhagen was van 2013 tot en met 2023 voorzitter van Bouwend Nederland. Vanuit Bouwend Nederland was hij lid (vice-voorzitter) van het bestuur van werkgeversorganisatie VNO-NCW. En op grond daarvan was hij weer raadslid van de SER (2015-2023)  en bestuursvertegenwoordiger in de European Construction Industry Federation (FIEC) van de groep België, Nederland en Luxemburg (tot mei 2024). In 2023 werd hij benoemd tot lid van verdienste bij VNO-NCW.
Hij was lid van het bestuur van de Shell Foundation (2017-2018) en lid van de Raad van Toezicht van de Koninklijke Nederlandse Motorrijders Vereniging (2019-2023).
Tegenwoordig is Verhagen voorzitter van de Raad van Commissarissen van het infrabedrijf Van Gelder Groep en lid van het Comité Iran Vrij.
Sinds april 2024 is hij als associate partner verbonden aan lobbykantoor Meines Holla & partners.

## Persoonlijk leven
Verhagen woont in Oegstgeest, Zuid-Holland, is getrouwd en heeft drie kinderen. Hij is rooms-katholiek.

## Prijzen en onderscheidingen
- Grootofficier in de Orde van Bernardo O'Higgins (Chili, 2007)
- Ereteken voor Verdienste, in goud (Nederland, 2010)[34]
- Officier in de Orde van Oranje-Nassau (Nederland, 2012)[35]
- 2008: "Oranje Boven Prijs" van de SGP-jongeren voor zijn inzet voor de vervolgde christenen in het buitenland.

Verhagen won de 'Zwetsprijs' in zowel 2003 als 2006. Deze prijs voor het meest 'zwetsende' Kamerlid en zijn tegenhanger, de 'Klaretaalprijs', worden jaarlijks uitgereikt door de Jargonbrigade van de Nationale Jeugdraad.